# Оптимум
О́птимум (рос. оптимум, англ. optimum, нім. Optimum n) — сукупність найсприятливіших умов для будь-чого. Найкращий варіант вирішення задачі або шлях досягнення мети за даних умов та ресурсів. 
Оптимум економічний у широкому значенні — найефективніше функціонування виробництва, у вузькому значенні — найкраще використання матеріальних ресурсів, при якому досягається можливий максимальний ефект виробництва або можливий мінімум витрат.